# Benelux Algorithm Programming Contest
Benelux Algorithm Programming Contest (BAPC) is een jaarlijkse programmeerwedstrijd voor studenten en bedrijven uit België, Nederland en Luxemburg. De BAPC wordt elk jaar georganiseerd door een hogeschool of universiteit. De wedstrijd werd van 1991 tot en met 2004 georganiseerd onder de naam NKP (Nederlands Kampioenschap Programmeren).

## Organisatie
Sinds 2006 is BAPC een officiële voorronde van NWERC (Northwestern Europe Regional Contest). In de praktijk betekent dit dat de deelnemende instituten naar aanleiding van de uitslag van BAPC bepalen welke teams zij naar NWERC afvaardigen. De best presterende teams op NWERC mogen vervolgens door naar de World Finals.
Een maand voor BAPC is er een landelijke voorronde waarbij een aantal instituten de af te vaardigen teams selecteert.
Naast het studentenklassement is er een klassement voor bedrijven.

## Wedstrijdformaat
Een team bestaat uit maximaal 3 personen en heeft gedurende 5 uur de tijd om een set van 8 tot 12 opgaven op te lossen. Gedurende de wedstrijd heeft een team maar één computer tot zijn beschikking. De opgaven zijn algoritmisch van aard en variëren in moeilijkheid.

### Jurering
Oplossingen, in de vorm van computerprogramma's, kunnen meermaals worden ingestuurd. De jury test of een ingestuurd programma aan de gestelde eisen voldoet en geeft beperkte feedback. Indien een programma binnen beperkte tijd een goed antwoord geeft op alle door de jury opgestelde tests, krijgt men het enkele woord Accepted of Correct geretourneerd. Deze beperkte tijd begon in 1991 bij 3 minuten, maar wegens de toegnomen snelheid van computers is in het jaar 2020 hier maar maximaal een paar secondes van overgebleven.
Als een programma te veel tijd nodig heeft om zich door de jurytests heen te werken, geeft de jury Time Limit Exceeded als feedback, indien het programma tussentijds een error veroorzaakt Runtime Error en als de antwoorden niet geheel juist zijn Wrong Answer of Incorrect. In geen geval zal de jury hints geven met betrekking tot waar de fout of bug zit.

### Puntentelling
Voor elke opgeloste opgave krijgt een team een punt. Bovendien krijgt men voor punten gescoord binnen de eerste 4 uur van de wedstrijd een heliumballon aan de computer bevestigd. Na 4 uur wordt ook het scorebord niet meer geüpdatet, zodat tot aan de prijsuitreiking spannend blijft welk team heeft gewonnen.
Bij gelijke stand geeft de penalty tijd de doorslag (hoe lager, hoe beter). Ieder team begint met een penalty tijd van 0 minuten. Bij het oplossen van een opgave wordt de tijd vanaf het begin van de wedstrijd tot aan dat moment bij de penalty tijd opgeteld. Daarbij komt nog eens 20 minuten voor elke onjuist ingezonden oplossing voor de betreffende opgave. Foute inzendingen voor problemen die uiteindelijk niet worden opgelost, tellen niet negatief mee.

### Prijzen
De te verdelen prijzen zijn steevast bedragen die een macht van twee zijn. Zo waren de prijzen in 2008 respectievelijk 1024, 512 en 256 euro voor de drie beste studententeams. Het beste bedrijventeam kreeg 512 euro. Deelnamekosten voor bedrijven waren 600 euro per team, deelname voor studenten was gratis.

## Geschiedenis
| Jaar | Organisator                      | Winnaar                           | Teamleden                                                    | Instituut                        |
| ---- | -------------------------------- | --------------------------------- | ------------------------------------------------------------ | -------------------------------- |
| 2021 | Vrije Universiteit Amsterdam     | Hermannstadt Sibiu                |                                                              | TU Delft                         |
| 2020 | TU Delft                         | while (false) break;              |                                                              | Universiteit Utrecht             |
| 2019 | Radboud Universiteit             | git merge -s octopus solution cup |                                                              | Universiteit Leiden              |
| 2018 | Université catholique de Louvain | Mostly Harmless Bogosort          |                                                              | Université catholique de Louvain |
| 2017 | Universiteit van Amsterdam       | Unproved Convexity Lemma          | Simon Tihon, Victor Lecomte, Henri Devillez                  | Université catholique de Louvain |
| 2016 | TU Delft                         | 🐢➕🐇                            | Simon Tihon, Victor Lecomte, Mattéo Couplet                  | Université catholique de Louvain |
| 2015 | Universiteit Leiden              | That empty teamname               | Thijs Miedema, Bas Nieuwenhuizen en David Venhoek            | Radboud Universiteit Nijmegen    |
| 2014 | TU Eindhoven                     | Syntax Error                      | Bas Nieuwenhuizen, Mathijs van de Nes en Niels ten Dijke     | Universiteit Leiden              |
| 2013 | Universiteit Utrecht             | Geen Syntax                       | Raymond van Bommel, Mathijs van de Nes en Bas Nieuwenhuizen  | Universiteit Leiden              |
| 2012 | Universiteit Utrecht             | team5                             | Jan Elffers                                                  | TU Delft                         |
| 2011 | TU Eindhoven                     | Geen Commentaar                   | Raymond van Bommel, Josse van Dobben de Bruyn en Erik Massop | Universiteit Leiden              |
| 2010 | Universiteit Leiden              | Joy                               | Pieter Bootsma, Bauke Conijn en Thijs Marinussen             | TU Eindhoven                     |
| 2009 | Rijksuniversiteit Groningen      | Doeke en Jelle                    | Jelle van den Hooff en Doeke de Wolf                         | Universiteit van Amsterdam       |
| 2008 | TU Delft                         | Prime Suspects                    | Thomas Beuman, Johan de Ruiter en Misha Stassen              | Universiteit Leiden              |
| 2007 | Universiteit Twente              | Prime Suspects                    | Thomas Beuman, Johan de Ruiter en Misha Stassen              | Universiteit Leiden              |
| 2006 | Universiteit Leiden              | Messed Up                         | Erik-Jan Krijgsman en Boris de Wilde                         | Universiteit Twente              |
| 2005 | TU Delft                         | Messed Up                         | Kamiel Cornelissen, Erik-Jan Krijgsman en Boris de Wilde     | Universiteit Twente              |
| 2004 | Universiteit Utrecht             | Klasse                            | Bram Fokke en Erik Tillema                                   | Universiteit Utrecht             |
| 2003 | Universiteit Twente              | Makkelijk zat...                  | Jaap Eldering, Jan Kuipers en Wouter Waalewijn               | Universiteit Utrecht             |
| 2002 | Vrije Universiteit Amsterdam     | Bug Fiction                       | Teun Koeman, Mathijs Vogelzang en Phebo Wibbens              | Rijksuniversiteit Groningen      |
| 2001 | TU Delft                         | Makkelijk zat...                  | Jaap Eldering, Jan Kuipers en Wouter Waalewijn               | Universiteit Utrecht             |
| 2000 | Rijksuniversiteit Groningen      | Bug Fiction                       | Teun Koeman, Mathijs Vogelzang en Phebo Wibbens              | Rijksuniversiteit Groningen      |
| 1999 | geen NKP                         |                                   |                                                              |                                  |
| 1998 | Universiteit Twente              | The Wizards of DOZ                | Daniël Mantione, Joris van Rantwijk en Roland Stoker         | TU Delft                         |
| 1997 | Rijksuniversiteit Groningen      | *scratch*                         | Ernst Jan Plugge, Wouter Teepe en Roel Vandewall             | Rijksuniversiteit Groningen      |
| 1996 | TU Eindhoven                     | Without Limits                    |                                                              | Vrije Universiteit Amsterdam     |
| 1995 | Universiteit Twente              | m38c                              | Rutger Nijlunsing, Kristian Helmholt en Kero van Gelder      | Rijksuniversiteit Groningen      |
| 1994 | Universiteit van Amsterdam       |                                   | Edo Poll, Sjoerd Schreuder, Michel Oey                       | Vrije Universiteit Amsterdam     |
| 1993 | TU Delft                         |                                   | Gert Beukema, Gerton Lunter en Marco Vervoort                | RUG + UvA                        |
| 1992 | Radboud Universiteit Nijmegen    |                                   | Gerton Lunter en Marco Vervoort                              | RUG + UvA                        |
| 1991 | Rijksuniversiteit Leiden         | RUL                               | Patrick Min, Frank van der Neut en Rudy van Vliet            | Rijksuniversiteit Leiden         |

In 1997 versloeg het beste bedrijventeam het beste studententeam, daarom werd destijds Bolesian (Victor Allis, Seppo Pieterse en Paul-Erik Raué) tot Nederlands Kampioen gekroond.

In 1998 versloeg een team van het bedrijf Quintiq alle studententeams, maar het werd buiten de eindklassering gelaten.